# 山本芳久 (哲学者)
山本 芳久（やまもと よしひさ、1973年 - ）は、日本の哲学者。東京大学大学院総合文化研究科教授。専攻は哲学・倫理学（西洋中世哲学、イスラーム哲学）、キリスト教学。
神奈川県生まれ。東京大学大学院人文社会系研究科博士課程修了。博士(文学)。千葉大学文学部准教授、アメリカ・カトリック大学客員研究員などを経て、東京大学大学院総合文化研究科教授。2018年、『トマス・アクィナス　理性と神秘』でサントリー学芸賞を受賞。

## 略歴

### 学歴
- 東京大学大学院人文社会系研究科博士課程修了[1]

### 経歴
- 2010年4月～東京大学大学院総合文化研究科准教授[1][3]

## 著書
※は電子書籍も刊

### 単著
- 『トマス・アクィナスにおける人格(ペルソナ)の存在論』 知泉書館、2013年
- 『トマス・アクィナス　肯定の哲学』 慶應義塾大学出版会、2014年※
- 『トマス・アクィナス　理性と神秘』 岩波新書、2017年※
- 『世界は善に満ちている　トマス・アクィナス哲学講義』 新潮選書、2021年※
- 『ローマ教皇　伝統と革新のダイナミズム』 文春新書、2025年※

NHK出版
- 『キリスト教の核心をよむ』NHK出版「学びのきほん」、2021年※
- 『宗教のきほん』NHK出版「学びのきほん」、2022年※
- 『アリストテレス ニコマコス倫理学「よく生きる」ための哲学』NHK出版「100分de名著」ブックス、2024年※
- 『三大一神教のつながりをよむ』NHK出版「学びのきほん」、2025年※

### 共著
- 『nyx2号』堀之内出版、2015年
- 『中世における制度と知』 知泉書館、2016年
- 『続・ハイデガー読本』 法政大学出版局、2016年
- 『分断された時代を生きる』 白水社、2017年
- 『nyx4号』（担当：第一特集「開かれたスコラ哲学」主幹） 堀之内出版、2017年
- 『キリスト教講義』 若松英輔と、文藝春秋、2018年／文春学藝ライブラリー、2023年6月
- 『危機の神学 「無関心というパンデミック」を超えて』若松英輔と、文春新書、2021年※

### 訳書
- 『精選 神学大全』全4巻、稲垣良典編訳、山本芳久編訳・解説、岩波文庫、2023年7月より
前半2巻「徳論」「法論」は稲垣訳。後半2巻で「神学大全」全体から重要な箇所を抜粋編訳

## 論文
- 「岩下壮一の神学思想: 『信仰の遺産』を読む」キリスト教文化研究所紀要 (34), 47-67, 2016-03-18
- 「存在論的倫理学の試み : シュペーマン『幸福と仁愛』を読む」UP 45(2), 6-12, 2016-02
- 「信仰・理性・伝統 : トマス・アクィナスのユダヤ人観を手がかりに (第六回学術大会報告) -- (シンポジウム 論争としての啓蒙)」京都ユダヤ思想 (5), 77-95, 2015-06
- 「三大一神教の比較思想的研究へ向けて : 中世哲学の現代性 (特集 一神教vs多神教?)」福音と世界 69(3), 14-20, 2014-03
- 「トマス・アクィナスの感情論 : 「肯定の哲学」の基礎づけ」カトリック研究 (82), 35-90, 2013
- 「『神学大全』の完結性と未完結性」創文 (8), 7-9, 2012
- 「トマス・アクィナスにおける感情の存在論 : 神に「感情」は存在するか」哲学雑誌 127(799), 74-97, 2012